# Gora Nadezhda
Gora Nadezhda (englische Transkription von russisch Гора Надежда Gora Nadeschda, deutsch ‚Hoffnungsberg‘) ist ein Hügel im ostantarktischen Mac-Robertson-Land. Er ragt im südlichen Teil der Prince Charles Mountains auf.
Russische Wissenschaftler benannten ihn.